# Valcebollère
Valcebollère (catalansk: Vallcebollera) er en by og kommune i departementet Pyrénées-Orientales i Sydfrankrig. Byen ligger i landskabet Cerdagne op til den spanske grænse og er en typisk bjerglandsby: Kommunen er i dag den mindste i Cerdagne, men var indtil det 19. århundrede en af de vigtigste med mere end 300 indbyggere.

## Geografi
Valcebollère ligger i Pyrenæerne 106 km sydvest for Perpignan. Byen ligger i bunden af dalen omkring den lille flod Vanéra, som er en biflod til Segre. Valcebollère ligger i 1500 meters højde, men mod grænsen til Spanien når flere bjerge over 2.000 m. Højest er la Tossa del Pas dels Lladres med 2.662 m. Eneste vej ud af byen fører mod nordvest ned gennem dalen til Osséja (6 km).

## Historie
Det første skriftlige vidnesbyrd om Valcebollère er fra 1219, hvor kirken Sant Felicis de Valle Cebolera omtales, som en aflægger af kirken i Osséja. Allerede fra det 12. århundrede er der dog spor af udvinding af skifer omkring byen. Udvindingen af skifer var længe den vigtigste indtægtskilde for byen indtil den stoppede i 1950'erne. Skifer fra Valcebollère er blevet brugt som tagbelægning i store dele af Cerdagne.
Valcebollère blev første gang en selvstændig kommune i 1832, da den blev udskilt fra Osséja. På grund af det faldende fødselstal blev den i 1972 igen lagt sammen med Osséja for så at blive udskilt endnu en gang i 1984.

## Demografi

### Udvikling i folketal
| 1962                                                              | 1968 | 1975 | 1982 | 1990 | 1999 | 2007 | 2015 | 2017 |
| ----------------------------------------------------------------- | ---- | ---- | ---- | ---- | ---- | ---- | ---- | ---- |
| 16                                                                | 26   | 23   | 25   | 37   | 49   | 39   | 42   | 42   |
| Tal fra og med 1962 er uden dobbelttælling (sans doubles comptes) |      |      |      |      |      |      |      |      |